# Nachweisreagenz
Als Nachweisreagenz bezeichnet man in der Chemie einen Stoff oder eine Lösung, die mit einem bestimmten anderen Stoff in einer charakteristischen, unverwechselbaren Weise reagiert, die als Nachweisreaktion bezeichnet wird. Dabei sind typische Farbveränderungen oder die Bildung von Niederschlägen beobachtbar. Mit Nachweisreagenzien getränkte und getrocknete Filterpapierstreifen bezeichnet man als Reagenzpapiere. Nachweisreagenzien dienen vor allem der schnellen Identifizierung von Stoffen.

## Bekannte Nachweisreagenzien
- ammoniakalische Silbernitrat-Lösung zum Nachweis von Aldehyden bzw. reduzierender Zucker durch die Tollensprobe
- Bariumchlorid-Lösung zum Nachweis von Sulfat-Ionen
- Bromwasser zum Nachweis von C=C-Doppelbindungen
- Eisen(III)-chlorid-Lösung zum Nachweis von Phenolen und Thiocyanat-Ionen
- Fehling-Lösung I und Fehling-Lösung II zum Nachweis von Aldehyden oder reduzierenden Zuckern durch die Fehlingprobe
- Iod-Stärke-Reaktion (Lugolsche Lösung) zum Nachweis von Stärke
- Kalkwasser und Barytwasser zum Nachweis von Kohlenstoffdioxid
- salzsaure Phloroglucin-Lösung zum Nachweis von Lignin
- Silbernitrat-Lösung zum Nachweis von Chlorid-, Bromid- und Iodidionen